# Wyeomyia pertinans
Wyeomyia pertinans är en tvåvingeart som först beskrevs av Samuel Wendell Williston  1896.  Wyeomyia pertinans ingår i släktet Wyeomyia och familjen stickmyggor. Inga underarter finns listade i Catalogue of Life.